# 于文霞
于文霞（Wenxia Yu，1989年8月6日—），中華人民共和國黑龙江省哈尔滨市亚布力镇人，中國模特兒，2012年世界小姐冠軍，為中國歷史上第二位世界小姐冠軍。

## 生平
2008年，于文霞投考成功加入哈尔滨师范大学音乐学院學習民族聲樂，於2012年7月畢業。
2009年，于文霞參與了2009年冬季世界大學生運動會中国代表团於开幕式中的進場引导员。
2012年6月30日，于文霞於第62届世界小姐中国区总决赛中贏得冠军；8月18日，于文霞在中國內蒙古鄂爾多斯舉辦的世界小姐总决赛中擊敗115名佳麗，贏得冠军。

## 作品
在2015年上映电影《玩命快遞：肆意橫行》中有饰演角色。